# High fantasy

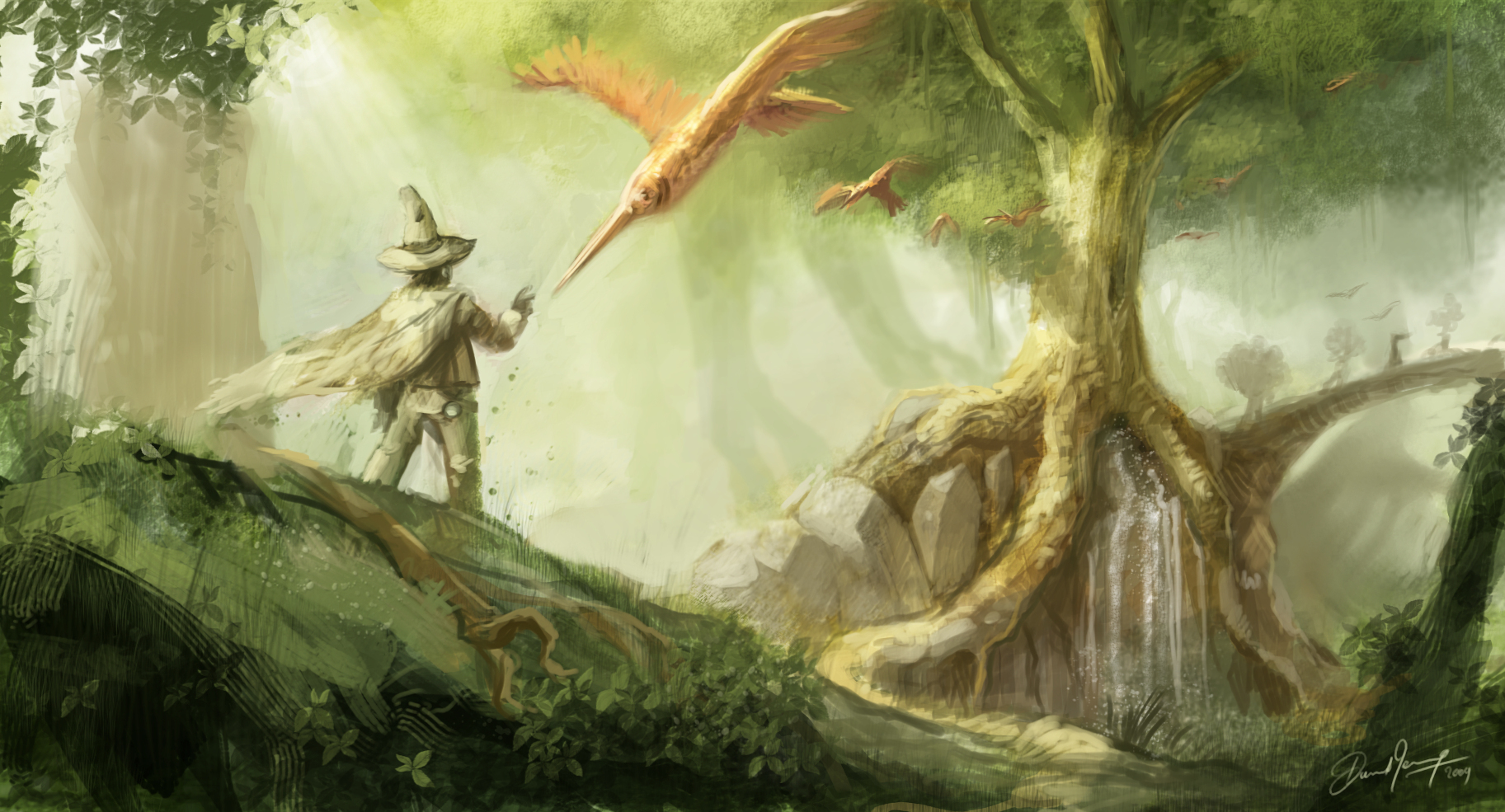
Un'illustrazione di estetica high fantasy.

L'high fantasy (lett. "fantasy aulico") o epic fantasy (lett. "fantasy epico") è un sottogenere della narrativa fantasy caratterizzato dal registro epico delle sue ambientazioni e dei suoi personaggi. Tali storie si svolgono in un mondo immaginario distinto dalla realtà, spesso pervaso di magia, che ha un proprio funzionamento diverso da quello del mondo reale (la critica letteraria lo definisce "mondo secondario"). Al contrario, il low fantasy è generalmente ambientato nel nostro mondo o in uno molto simile.
Elementi high fantasy erano presenti già in testi composti fra tardo Ottocento e inizio Novecento dai primi autori anglofoni di letteratura fantastica, quali William Morris e Lord Dunsany, ma i primi esempi compiuti del genere sono stati il romanzo Il Signore degli Anelli (1954-1955) di J. R. R. Tolkien e l'eptalogia de Le cronache di Narnia (1950-1956) di C. S. Lewis, divenuti archetipi dell'high fantasy rispettivamente nella sua declinazione per pubblico adulto e per l'infanzia.
Il termine "high fantasy" fu coniato dal romanziere di formazione tolkieniana Lloyd Alexander nel saggio High Fantasy and Heroic Romance (1971) e fu ulteriormente elaborato da Kenneth J. Zahorski e Robert H. Boyer nella tassonomia della narrativa di genere da loro proposta.

## Caratteristiche

### Ambientazione
Tradizionalmente la narrativa high fantasy si svolge in un mondo immaginario di cui l'autore ha delineato con un certo dettaglio la geografia, l'etnografia e la storia politica, al punto che in molti casi il testo del romanzo è corredato da paratesti di tipo geo-storico, quali mappe e cartine oppure appendici genealogiche e cronologiche, come nel caso emblematico de Il Signore degli Anelli di J. R. R. Tolkien; fu lo stesso Tolkien a coniare nel saggio Sulle fiabe (On Fairy Stories, 1939) il termine "mondo secondario" (secondary world), con cui indicava i mondi immaginari governati da leggi diverse da quelle del mondo reale, ma comunque coerenti con sé stesse – evidenziando che tale coerenza interna differenzia un mondo secondario dai non meglio precisati "paesi molto molto lontani" della favolistica tradizionale.
Va rimarcato che se molte opere high fantasy si svolgono interamente nel mondo secondario, fra cui il corpus di Tolkien o il Ciclo di Terramare, altrettante hanno per protagoniste persone provenienti dalla Terra reale che raggiungono il mondo secondario attraverso un mezzo di trasporto o un portale magico, secondo una tecnica narrativa chiamata appunto "fantasy a portale": tale espediente è concettualmente affine alla fantascienza di viaggio del tempo (si veda il romanzo ottocentesco Un americano alla corte di re Artù) e a seconda dell'opera il portale può permettere sia viaggi in entrambe le direzione, come ne Le cronache di Narnia o nelle Cronache di Ambra, sia spostamenti a senso unico dalla Terra al mondo secondario, come in molti romanzi giapponesi del filone isekai. Si noti anche che alcune opere fantasy ambientate sulla Terra reale e quindi classificabili come fantasy storico o fantasy contemporaneo (a seconda dell'epoca in cui si collocano le vicende) si svolgono in effetti in un territorio fittizio e ben delimitato, entro i cui confini vigono leggi sovrannaturali diverse da quelle comuni – territorio che risulta quindi affine a un mondo secondario da narrativa high fantasy: il Ciclo di Lyonesse, ad esempio, si svolge durante l'Alto Medioevo nell'arcipelago immaginario delle Isole Antiche, situate nel Golfo di Biscaglia e popolate da incantatori e spiriti silvani, mentre l'eptalogia di Harry Potter è ambientata formalmente nel Regno Unito degli anni Novanta, ma pressoché tutta la vicenda è circoscritta agli insediamenti di maghi e streghe britannici mantenuti nascosti alla popolazione comune..
Per quanto riguarda le caratteristiche socioculturali dei mondi secondari high fantasy, numerose opere ricalcano per emulazione l'estetica de Il Signore degli Anelli: gli usi e costumi dell'ambientazione sono modellati sul Medioevo europeo filtrato da una visione romanticizzata, così che la tecnologia è usualmente preindustriale, l'economia agraria e le forme di governo monarchie feudali o città-stato oligarchiche, mentre gli elementi fantastici sono mutuati dalla mitologia germanica con occasionali inserti celtici – in particolare, nell'high fantasy di tradizione tolkieniana gli esseri umani coesistono in modo relativamente pacifico con altre creature senzienti, quali nani ed elfi e più raramente gnomi, folletti o spiritelli, mentre altre specie come goblin, orchi e troll sono dipinte come intrinsecamente malvagie e sono tendenzialmente governate da monarchie assolute o stratocrazie di sapore orientalista. L'estetica simil-tolkieniana, seppur diffusa, non è però una caratteristica necessaria del genere: il Ciclo di Terramare, ad esempio, si svolge in un arcipelago costellato da borghi e villaggi politicamente autonomi gli uni dagli altri, popolato solamente da draghi senzienti e da gruppi etnici umani di matrice culturale sincretica (e non specificamente europea), mentre il Ciclo di Pern è ambientato su un pianeta fittizio colonizzato da astronauti terrestri che hanno disimparato buona parte delle proprie conoscenze scientifiche e interpretano la tecnologia come magia, in una modalità narrativa science fantasy. Per quanto concerne i meccanismi della magia, essa può seguire sia meccanismi razionali e comprensibili quasi da scienza dura sia leggi imperscrutabili di sapore mistico (a discrezione dell'autore), ma in ogni caso è una forza relativamente diffusa in tutto il mondo e può esprimersi in forme sia di magia bianca sia di magia nera, dando concretezza alle contrapposizioni morali caratteristiche del genere.

### Intreccio e personaggi
In linea di massima, la letteratura high fantasy è essenzialmente narrativa di viaggio eseguita in forma di romanzo: riprendendo la poesia epica classica, i romanzi cortesi medievali e alcuni filoni di fiabe, queste opere si imperniano sulle peregrinazioni di un personaggio principale attraverso il mondo secondario, il cui scopo ultimo può consistere, a seconda nei casi, nel recupero di un artefatto prezioso (Lo Hobbit), nella risoluzione di un mistero (La spiaggia più lontana), nel rintracciare una persona scomparsa (la sotto-trama di Dhrun ne Il giardino di Suldrun) o altro ancora; molto spesso il viaggio esteriore innesca nel protagonista un percorso di crescita interiore, ragion per cui molte opere high fantasy, specialmente quelle rivolte all'infanzia, costituiscono di fatto dei romanzi di formazione fantastici. Conseguenza diretta di questa struttura è che l'eroe high fantasy, tipicamente, è natio di una regione isolata relativamente scevra da fenomeni sovrannaturali, cresce ignaro delle cose del mondo, e si ritrova imbarcato nella cerca per un'irruzione improvvisa nel suo quotidiano del magico e dell'avventuroso (che di fatto sono tutt'uno): ne Lo Hobbit, ad esempio, Bilbo Baggins è un gentiluomo di campagna reclutato a forza da uno stregone e tredici nani guerrieri che intendono assassinare un drago, mentre ne Il mago di Terramare il piccolo montanaro Ged difende il suo villaggio da un'incursione piratesca lanciando d'istinto elaborati incantesimi, così che la sua famiglia lo indirizza a studi formali da mago. Entro tale intreccio è spesso centrale il rapporto del protagonista con un mentore che gli affida la cerca e lo accompagna almeno per una parte di essa, indirizzandone sia l'istruzione pratica sia la crescita morale; tale mentore è spesso connotato come un mago o incantatore, il cui potere arcano completa le capacità "mondane" dell'eroe (si vedano Shea e Allanon ne La spada di Shannara), e tendenzialmente detiene in esclusiva i saperi necessari a completare la missione.
Prendendo nuovamente a riferimento Il Signore degli Anelli, numerose opere high fantasy iscrivono la cerca dell'eroe nel quadro di una grande guerra dai connotati apocalittici: un antagonista profondamente malvagio tendenzialmente indicato come "Signore Oscuro" (ad esempio un signore della guerra, uno stregone o persino un demone) intende soggiogare il mondo alla propria tirannia, i "popoli liberi" si coalizzano per combattere le armate del tiranno, e il protagonista viene coscritto per guidare una spedizione ad altissimo rischio che, potenzialmente, metterà fine alla guerra annientando le forze del Male. In questa declinazione "bellica" delle cerche high fantasy, spesso l'eroe è indicato da una profezia come il "Prescelto" capace di riportare la pace nel mondo (talvolta richiamando apertamente la figura del Cristo), la cerca è una spedizione per uccidere il Signore Oscuro attaccandolo a viso aperto, la crescita del Prescelto lo deve rendere un condottiero nobile e valoroso, capace di opporre alla tirannia del Signore Oscuro un principato giusto (si pensi all'archetipo di re Artù o del califfo Hārūn al-Rashīd), e oltre al mentore lo affiancano dei compagni d'arme provenienti da varie regioni e culture del mondo, costituendo così una compagnia in cui vissuti e competenze diverse entrano in sinergia. Qualora l'opera si concentri su una compagnia, non è inusuale che in certi momenti della narrativa l'eroe e i suoi compagni si separino per completare in contemporanea missioni minori propedeutiche all'obiettivo finale, dando adito a trame parallele che possono riunificarsi e ri-separarsi a più riprese; in questo caso anche i compagni dell'eroe verranno tendenzialmente utilizzati come punto di vista narrativo e conosceranno un proprio sviluppo caratteriale (esemplare in tal senso è il ciclo de La Ruota del Tempo). È degno di nota che l'high fantasy bellico di derivazione tolkieniana operi una certa semplificazione rispetto all'intreccio de Il Signore degli Anelli: nel romanzo "capostipite" la cerca consiste nel distruggere in gran segreto la fonte dei poteri del Signore Oscuro, poiché affrontarlo in uno scontro diretto sarebbe impossibile, e i protagonisti Frodo Baggins e Samvise Gamgee sono individui comuni costretti affrontare la missione per circostanze fatali, mentre il re guerriero destinato a stabilire un'epoca di pace, Aragorn figlio di Arathorn, è un comprimario che sostiene "dall'esterno" la cerca principale.
Per quanto lo schema narrativo di ispirazione tolkieniana sia molto diffuso, esso non è l'unica esecuzione possibile del genere high fantasy: esistono infatti opere in cui le trame militari non hanno connotazione "cosmica" di scontro fra Bene e Male, bensì di semplice conflitto fra potenze terrene (il già citato Ciclo di Lyonesse); opere in cui il protagonista affronta un conflitto esteriore spionistico o giallistico anziché strettamente bellico (come nella serie di Harry Potter); e infine opere in cui il percorso di crescita psicologica è nettamente preponderante rispetto alle peripezie fisiche e la forma narrativa tende al romanzo psicologico (ad esempio La Maga di Eld o Le tombe di Atuan).

### Rapporti con altri generi
L'high fantasy è di poco posteriore per invenzione al sottogenere detto heroic fantasy o sword & sorcery, anch'esso derivato dalle opere seminali di William Morris e Lord Dunsany, ma sviluppatosi in direzioni per certi versi antitetiche: anche le opere sword & sorcery, infatti, si svolgono in mondi secondari e possono presentare vicende a cerca, ma sono tendenzialmente racconti o brevi romanzi d'avventura in forma pura, scevra di elementi di Bildungsroman, e i loro intrecci adottano una scala media o piccola, tale per cui ciascun conflitto è circoscritto a uno spazio limitato (dal singolo palazzo alla piccola regione) e coinvolge le sorti di pochi personaggi principali o al massimo di piccole comunità, ma mai il destino del mondo intero. Di conseguenza i protagonisti dell'heroic fantasy, come Conan il cimmero o Fafhrd e il Gray Mouser, sono avventurieri intraprendenti e smaliziati già all'inizio delle proprie vicende, operano da soli o in coppia anziché in una compagnia, i loro eventuali sviluppi caratteriali seguono una traiettoria dall'avventatezza verso l'autorevolezza (si veda il percorso di Conan da scassinatore a imperatore), e comunque lo scavo psicologico a lungo termine è nettamente subordinato alle peripezie del singolo racconto. Inoltre lo sword & sorcery trae importanti spunti anche dalla narrativa d'orrore e tende quindi a rappresentare la magia e il sovrannaturale in tinte fosche: le specie non-umane sono necessariamente mostruose o quantomeno malevole verso gli umani (è il caso dei ratti senzienti e delle sirene nella saga di Lankhmar), la magia si esprime nelle forme "oscure" di goezia e necromanzia, e i praticanti di arti arcane sono o figure negative o protagonisti anti-eroici (per esempio Kane lo spadaccino mistico). Va comunque rimarcato che alcune opere dall'intreccio e dall'estetica high fantasy mutuano dall'heroic fantasy il gusto per le ambiguità morali, evitando una contrapposizione manichea fra Bene e Male, e che certe saghe sword & sorcery nei momenti climatici espandono il conflitto sulla vasta scala proprio dell'high fantasy: un esempio della prima ibridazione è Il libro Malazan dei caduti, in cui si racconta in modo corale un'intricata vicenda bellica, problematizzando tutte le parti in causa, uno della seconda è la saga di Elric di Melniboné, che alterna regolarmente avventure "statiche" e a cerca e si conclude con una vicenda di teomachia; degna di nota è pure la saga di Geralt di Rivia, nettamente bipartibile al suo interno fra una prima fase di struttura heroic fantasy e una seconda fase più schiettamente high fantasy. Si segnala pure che la mescolanza fra i due generi, qualora eseguita in chiave nichilista, con un'estetica al limite dello splatter e minimizzando l'elemento sovrannaturale, produce il sottogenere del grimdark, i cui iniziatori sono Glenn Cook con la saga de La Compagnia Nera e George R. R. Martin con le Cronache del ghiaccio e del fuoco.
È opportuno rimarcare che la struttura narrativa dell'high fantasy può essere facilmente traslata in ambientazioni diverse dal mondo secondario "puro", e che quindi un romanzo fantasy può presentare un intreccio a cerca, un importante sottotesto di formazione, una compagnia costituita da eroe, mentore e comprimari, e un conflitto su vasta scala fra eroe prescelto e Signore Oscuro, pur svolgendosi in contesto di fantasy storico o fantasy contemporaneo o science fantasy: esempi di tale dinamica sono rispettivamente le Cronache di Merlino di Mary Stewart (una rivisitazione del ciclo arturiano), la serie di Harry Potter di J. K. Rowling (di ambientazione moderna), e la trilogia Queste oscure materie di Philip Pullman (ambientata in una Terra steampunk collegata a varie dimensioni parallele) – oltre alla saga cinematografico di Star Wars, che formalmente è una space opera.

## Opere rappresentative
L'elenco segue la cronologia di prima edizione e include anche alcune opere che ibridano importanti elementi high fantasy con caratteristiche di altri generi. Si noti la preponderanza statistica delle saghe in più volumi rispetto ai romanzi singoli.
- La fonte ai confini del mondo (1892) di William Morris.
- La figlia del re degli Elfi (1924) di Lord Dunsany.
- Il Legendarium di John Ronald Reuel Tolkien, costituito da Lo Hobbit (1938), Il Signore degli Anelli, (1954-1955) e Il Silmarillion (1977).
- Tre cuori e tre leoni (1953) di Poul Anderson.
- Le cronache di Narnia (1950-1956) di Clive Staples Lewis.
- Il macro-ciclo del Campione Eterno di Michael Moorcock, in cui confluiscono le saghe di Elric di Melniboné (1961-1991), di John Daker (1962-1986), di Dorian Hawkmoon (1967-1965), del Principe Corum (1971-1974) e della famiglia von Bek (1981-2005), oltre a varie serie di fantascienza.
- Le cronache di Prydain (1964-1973) di Lloyd Alexander.
- Il Ciclo di Pern (1968-2011) di Anne McCaffrey.
- Il Ciclo di Terramare (1968-2001) di Ursula K. Le Guin.
- L'ultimo unicorno (1968) di Peter S. Beagle.
- Le Cronache di Ambra (1970-1991) di Roger Zelazny, articolate in due sotto-serie.
- La Maga di Eld (1974) e il ciclo de Il signore degli enigmi (1976-1979) di Patricia A. McKillip.
- Il ciclo di Shannara (1977-2020) di Terry Brooks, articolato in undici sotto-serie.
- Le cronache di Thomas Covenant l'incredulo (1977-2010) di Stephen R. Donaldson.
- La saga di Xanth (1977-in corso) di Piers Anthony.
- La storia infinita (1979) di Michael Ende.
- La dilogia di Ealdwood (1979-1983) di C. J. Cherryh.
- Le saghe de I Belgariad e I Mallorean (1982-1991), de Gli Elenei e I Tamuli (1989-1994) e de I sognatori (2003-2004) di David Eddings.
- Le saghe di Darwath (1982-1998), di Sun Wolf e Starhawk (1984-1990) e delle Winterlands (1985-2002) di Barbara Hambly.
- Il ciclo di Riftwar (1983-2013) di Raymond E. Feist, articolato in dieci sotto-serie.
- Il Ciclo di Lyonesse di Jack Vance (1983-1990).
- La Trilogia di Fionavar (1984-1986) di Guy Gavriel Kay.
- La saga di Geralt di Rivia (1985-2013) di Andrzej Sapkowski.
- Il ciclo di Valdemar (1987-2020) di Mercedes Lackey, articolato in undici sotto-serie.
- La Saga di Paksenarrion (1988-1989) di Elizabeth Moon.
- Il ciclo di Osten Ard (1988-in corso) di Tad Williams, articolato in due sotto-serie.
- La Ruota del Tempo (1990-2013) di Robert Jordan, ultimato postumo da Brandon Sanderson.
- La spada della verità (1994-2020) di Terry Goodkind.
- Queste oscure materie (1995-2000) di Philip Pullman.
- Il libro Malazan dei caduti (1999-2014) di Steven Erikson e Ian Cameron Esslemont.
- Stardust (1999) di Neil Gaiman.
- Il ciclo del Mondo dei Cinque Dèi (2001-in corso) di Lois McMaster Bujold, articolato in tre sotto-serie.
- Il Ciclo dell'Eredità (2003-2011) di Christopher Paolini.
- La Tetralogia di Bartimeus (2003-2010) di Jonathan Stroud.
- Il macro-ciclo del Cosmoverso di Brandon Sanderson, in cui confluiscono la Saga di Mistborn (2006-2022), Le Cronache della Folgoluce (2010-2020) e la Saga del Conciliatore (2009-in corso) e i romanzi autoconclusivi Elantris (2005) e Sabbia Bianca (2016-2019).